# Massangis
Massangis est une commune française située dans le département de l'Yonne en région Bourgogne-Franche-Comté. Elle se compose des deux villages de Massangis et de Civry-sur-Serein.

## Géographie
La commune est d'une superficie de 43 km² avec une densité de 9 habitants par km² et une altitude moyenne de 190 m.

### Géologie
La pierre de Massangis, exploitée dans les carrières de Malpierre, de Vaurion, est un calcaire jaunâtre oolithique de l'ère secondaire (étage Bathonien) composé d'oolithes, de débris d'encrines et de fossiles divers.

### Climat
Pour des articles plus généraux, voir Climat de la Bourgogne-Franche-Comté et Climat de l'Yonne.
En 2010, le climat de la commune est de type climat océanique dégradé des plaines du Centre et du Nord, selon une étude du Centre national de la recherche scientifique s'appuyant sur une série de données couvrant la période 1971-2000. En 2020, Météo-France publie une typologie des climats de la France métropolitaine dans laquelle la commune est exposée à un climat océanique altéré et est dans la région climatique  Lorraine, plateau de Langres, Morvan, caractérisée par un hiver rude (1,5 °C), des vents modérés et des brouillards fréquents en automne et hiver. 
Pour la période 1971-2000, la température annuelle moyenne est de 10,4 °C, avec une amplitude thermique annuelle de 15,8 °C. Le cumul annuel moyen de précipitations est de 797 mm, avec 12,1 jours de précipitations en janvier et 8,1 jours en juillet. Pour la période 1991-2020, la température moyenne annuelle observée sur la station météorologique de Météo-France la plus proche, « Noyers_sapc », sur la commune de Noyers à 8 km à vol d'oiseau, est de 11,9 °C et le cumul annuel moyen de précipitations est de 785,9 mm. 
La température maximale relevée sur cette station est de 40,7 °C, atteinte le 24 juillet 2019 ; la température minimale est de −13,4 °C, atteinte le 7 février 2012,,. 
Les paramètres climatiques de la commune ont été estimés pour le milieu du siècle (2041-2070) selon différents scénarios d'émission de gaz à effet de serre à partir des nouvelles projections climatiques de référence DRIAS-2020. Ils sont consultables sur un site dédié publié par Météo-France en novembre 2022.

## Urbanisme

### Typologie
Au 1er janvier 2024, Massangis est catégorisée commune rurale à habitat dispersé, selon la nouvelle grille communale de densité à sept niveaux définie par l'Insee en 2022.
Elle est située hors unité urbaine. Par ailleurs la commune fait partie de l'aire d'attraction d'Avallon, dont elle est une commune de la couronne,. Cette aire, qui regroupe 74 communes, est catégorisée dans les aires de moins de 50 000 habitants,.

### Occupation des sols
L'occupation des sols de la commune, telle qu'elle ressort de la base de données européenne d’occupation biophysique des sols Corine Land Cover (CLC), est marquée par l'importance des forêts et milieux semi-naturels (50,2 % en 2018), une proportion sensiblement équivalente à celle de 1990 (50,3 %). La répartition détaillée en 2018 est la suivante : 
forêts (50,2 %), terres arables (45,2 %), zones urbanisées (2,1 %), mines, décharges et chantiers (1,1 %), prairies (0,9 %), zones agricoles hétérogènes (0,5 %). L'évolution de l’occupation des sols de la commune et de ses infrastructures peut être observée sur les différentes représentations cartographiques du territoire : la carte de Cassini (XVIIIe siècle), la carte d'état-major (1820-1866) et les cartes ou photos aériennes de l'IGN pour la période actuelle (1950 à aujourd'hui).

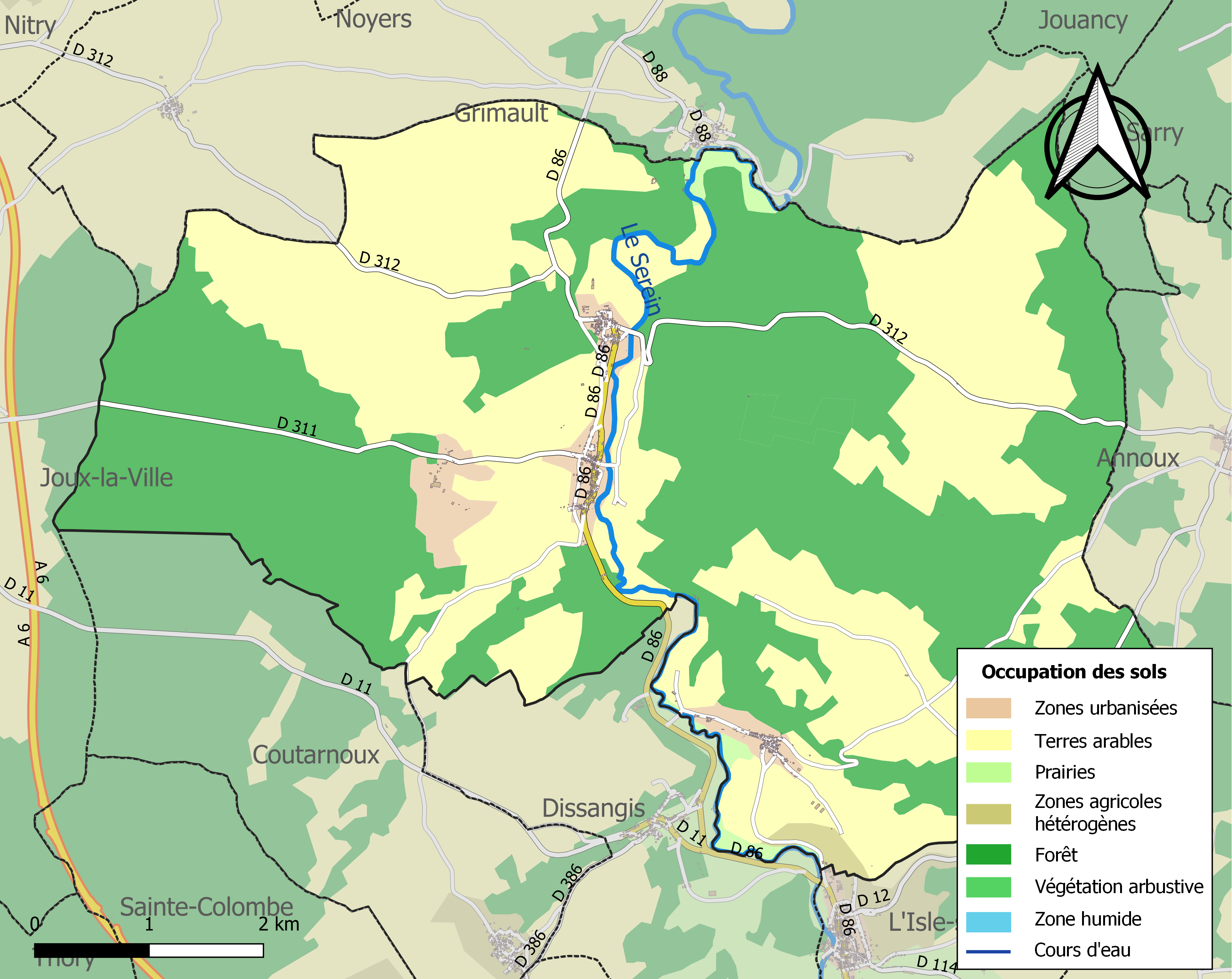
Carte des infrastructures et de l'occupation des sols de la commune en 2018 (CLC).

## Toponymie
Le nom de la localité est attesté sous les formes Massengiacus en 1188; Massengeyum au XVe siècle; Massengi en 1145; Marsengy en 1346; Massangy en 1484; Marsangy en 1612; Massingy en 1667.
Voir Marsangy, autre commune du même département.

## Histoire

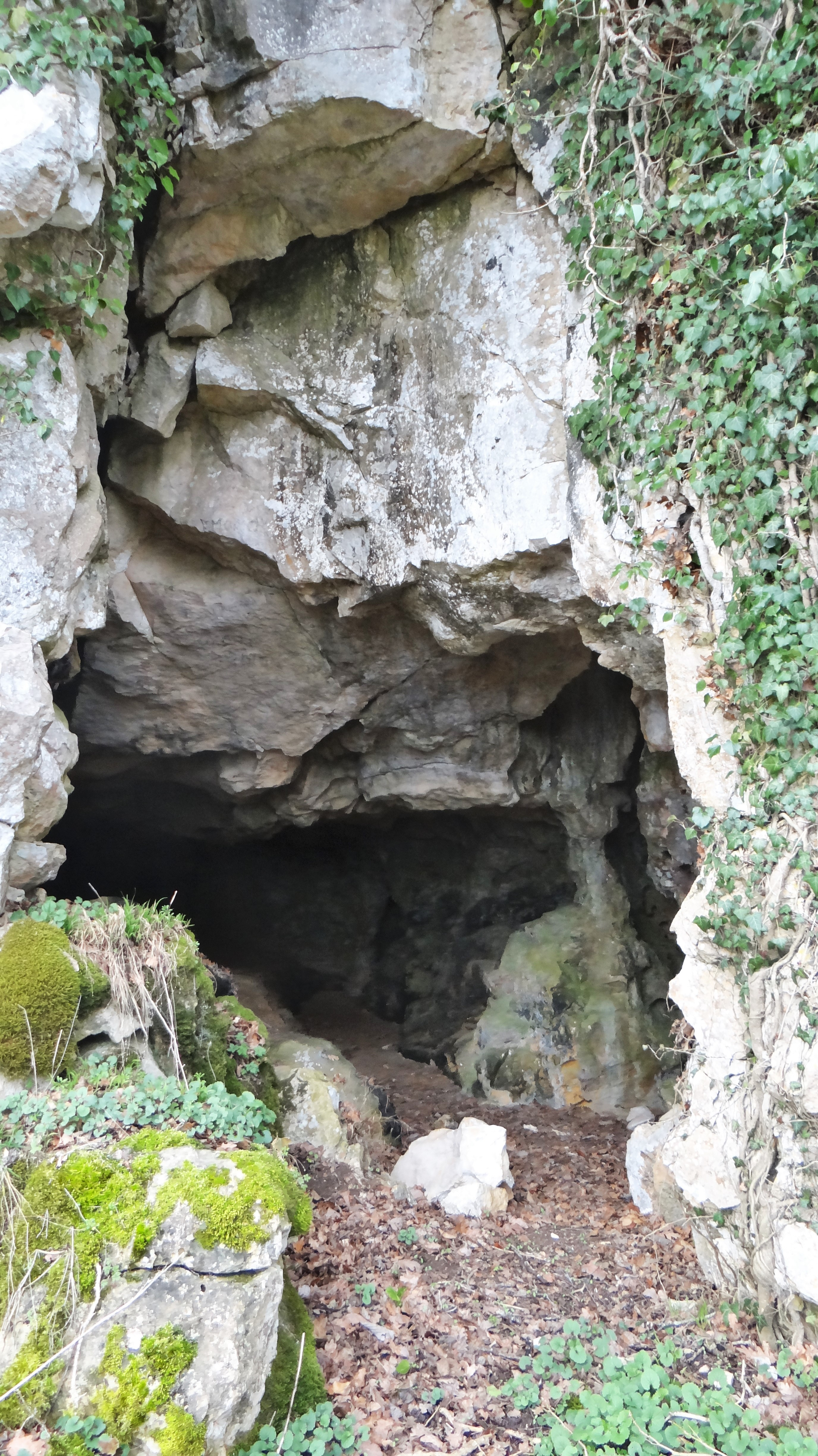
Grottes de Villiers-Tournois.

Les grottes de Villiers-Tournois, à 1,5 km en amont de Massangis et en rive droite du Serein, sont un site archéologique du bronze final III,.
En juin 778, Charlemagne confirme que son aïeul Charles Martel (maire du palais de 717 à 741) à concédé aux habitants de Massangy (Massangiaco), Coutarnoux (Curtilano) et Dissangis (Disangiaco) l'usage de la forêt d'Hervaux (Bosco de Hervaux), et cela à perpétuité. Le village de Massangis est cité en 1145 sous le nom de Massengi. Mais également Massangiacus, Massingycum et Massingy. Quant à Tormancy, il est cité en 1147 sous la forme Tormentiacum, en 1170 Tromanci, et en 1180 Tramenciacum.
Tormancy et Massangis dépendaient de la baronnie de l'Isle sous Montréal, et un prévaux demeurait à Massangis. Le village est à nouveau cité par l'évêque d'Autun dans sa charte en 1170 d'une Donation d'un près de Raimond de Tormancy aux religieux de Reigny.
Puis en 1226, Anséric de Montréal abandonne ses droits de justice et de garde sur la forêt d'hervaux, ainsi que sur le pré du Tremblay, au profit de l'abbaye de Reigny. Par de multiples donations, achats, échanges, encouragés par les évêques d'Autun, l'abbaye procède en 1560 au bornage de ses possessions (Tormancy, Massangis, Civry et une partie des finages de Coutarnoux et Dissangis).
Le village de Civry, mentionné sous le nom de Sivriacum[Quand ?], relevait du chapitre de Montréal. Cette commune a été rattachée à celle de Massangis en 1965.
Dans les environs se trouve le village disparu de Villiers-Tournois, détruit pendant la guerre de Cent Ans.

## Politique et administration
| Période        | Période        | Identité                | Étiquette   | Qualité                                                                                           |
| -------------- | -------------- | ----------------------- | ----------- | ------------------------------------------------------------------------------------------------- |
| 1944           | Mars 1989      | Odette Pagani           | RI puis UDF | Administrateur de sociétés Sénatrice (1973-1977) Conseillère générale                             |
| Mars 1989      | Septembre 1995 | Marcel-Élie Macheboeuf  |             |                                                                                                   |
| Septembre 1995 | 2006           | Michel Tavoillot        |             | Cultivateur éleveur                                                                               |
| 2006           | Mars 2008      | Jacques Joseph-François |             |                                                                                                   |
| mars 2008      | En cours       | Xavier Courtois         | LR puis DVD | Agriculteur Conseiller départemental Président de la Communauté de communes du Serein depuis 2020 |

La mairie assure également les services postaux- Agence Postale communale.

## Démographie
L'évolution du nombre d'habitants est connue à travers les recensements de la population effectués dans la commune depuis 1793. Pour les communes de moins de 10 000 habitants, une enquête de recensement portant sur toute la population est réalisée tous les cinq ans, les populations de référence des années intermédiaires étant quant à elles estimées par interpolation ou extrapolation. Pour la commune, le premier recensement exhaustif entrant dans le cadre du nouveau dispositif a été réalisé en 2006.

En 2022, la commune comptait 337 habitants, en évolution de −11,78 % par rapport à 2016 (Yonne : −1,95 %, France hors Mayotte : +2,11 %).
| 1793 | 1800 | 1806 | 1821 | 1831  | 1836  | 1841  | 1846 | 1851  |
| ---- | ---- | ---- | ---- | ----- | ----- | ----- | ---- | ----- |
| 539  | 568  | 677  | 639  | 1 108 | 1 056 | 1 005 | 963  | 1 023 |

| 1856 | 1861 | 1866 | 1872 | 1876 | 1881 | 1886 | 1891 | 1896 |
| ---- | ---- | ---- | ---- | ---- | ---- | ---- | ---- | ---- |
| 995  | 942  | 901  | 826  | 486  | 463  | 537  | 483  | 504  |

| 1901 | 1906 | 1911 | 1921 | 1926 | 1931 | 1936 | 1946 | 1954 |
| ---- | ---- | ---- | ---- | ---- | ---- | ---- | ---- | ---- |
| 567  | 689  | 636  | 579  | 633  | 650  | 489  | 404  | 445  |

| 1962 | 1968 | 1975 | 1982 | 1990 | 1999 | 2006 | 2011 | 2016 |
| ---- | ---- | ---- | ---- | ---- | ---- | ---- | ---- | ---- |
| 462  | 579  | 517  | 460  | 469  | 400  | 404  | 410  | 382  |

| 2021 | 2022 | - | - | - | - | - | - | - |
| ---- | ---- | - | - | - | - | - | - | - |
| 343  | 337  | - | - | - | - | - | - | - |

## Économie
- La commune de Massangis possède d'importantes carrières de pierre calcaire dite « pierre de Bourgogne ». Il s'agit de calcaire oolithique du jurassique moyen. Ces carrières ont notamment servi à extraire les pierres des piliers de soutènement de la tour Eiffel. Ainsi que de nombreux autres monuments de la capitale (musée d'Orsay) et à travers le monde. C'est l'entreprise POLYCOR qui est propriétaire exploitant de ses carrières.
- l'agriculture et la forêt sont avec la pierre des ressources importantes.
- La commune possède un établissement, « la Joie de vivre », qui accueille des personnes souffrant de handicaps.
- « La maison d'enfants de Massangis »,1er établissement créé par Odette PAGANI et géré par l'association « Enfance et jeunesse en Avallonnais », est spécialisé dans la prise en charge des enfants. Cet établissement est désormais fermé depuis 2016 et délocalisé à AVALLON.
- La commune possède aussi une surprenante petite librairie de livres anciens située sur la grande rue.
- C'est sur la commune de Massangis que le premier parc photovoltaïque voit le jour en Bourgogne en 2012 (d'une puissance de 56 MWc, soit l'équivalent de la consommation annuelle en électricité d'une ville de 25 000 habitants). Elle est à sa mise en service la 2e plus grande de France.
- 2 parcs éoliens sont en exploitation au nord ouest.

Cette réalisation donne ses lettres de noblesse à la commune en matière de développement durable et d'énergie renouvelable.

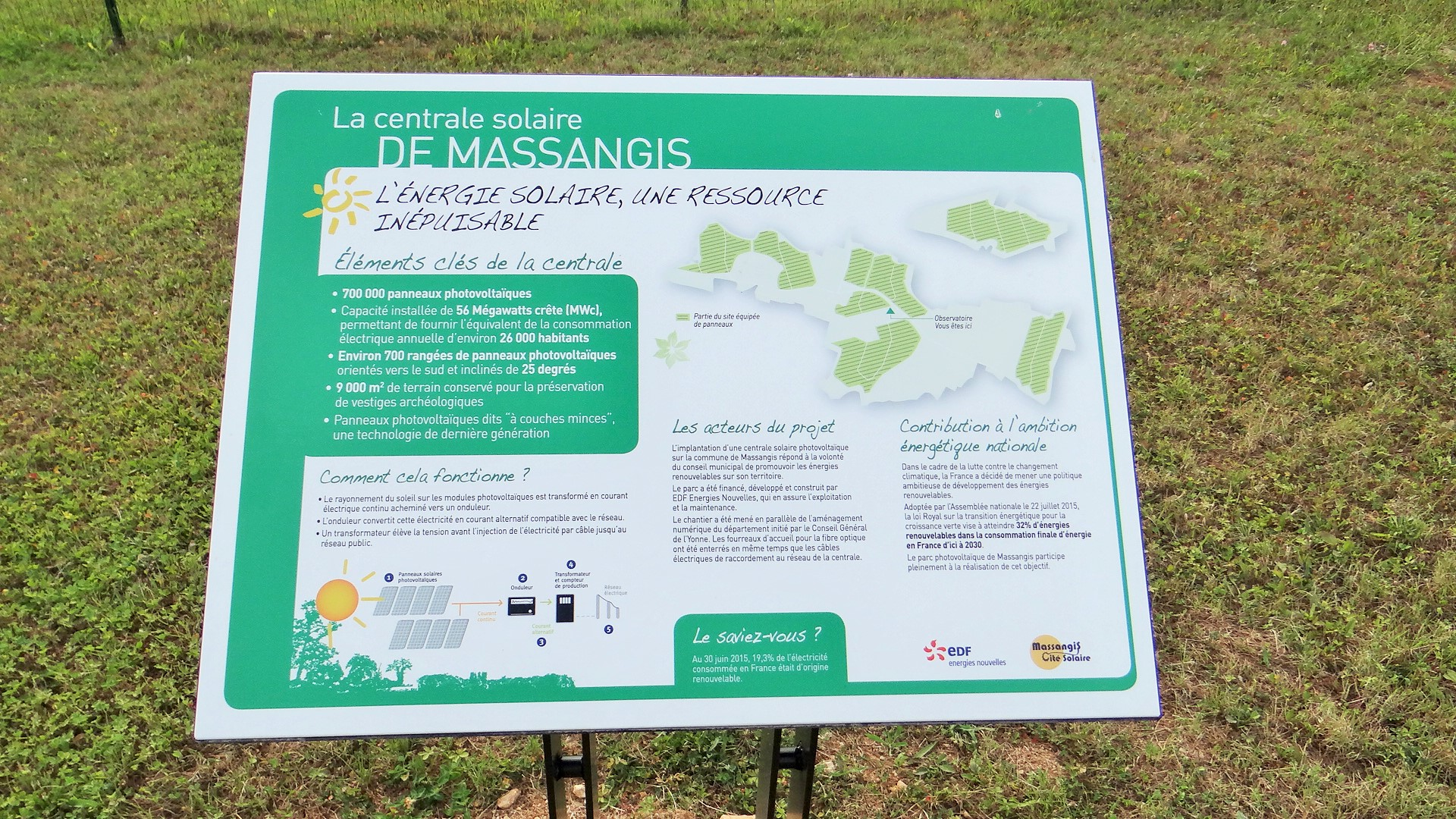
Panneau explicatif
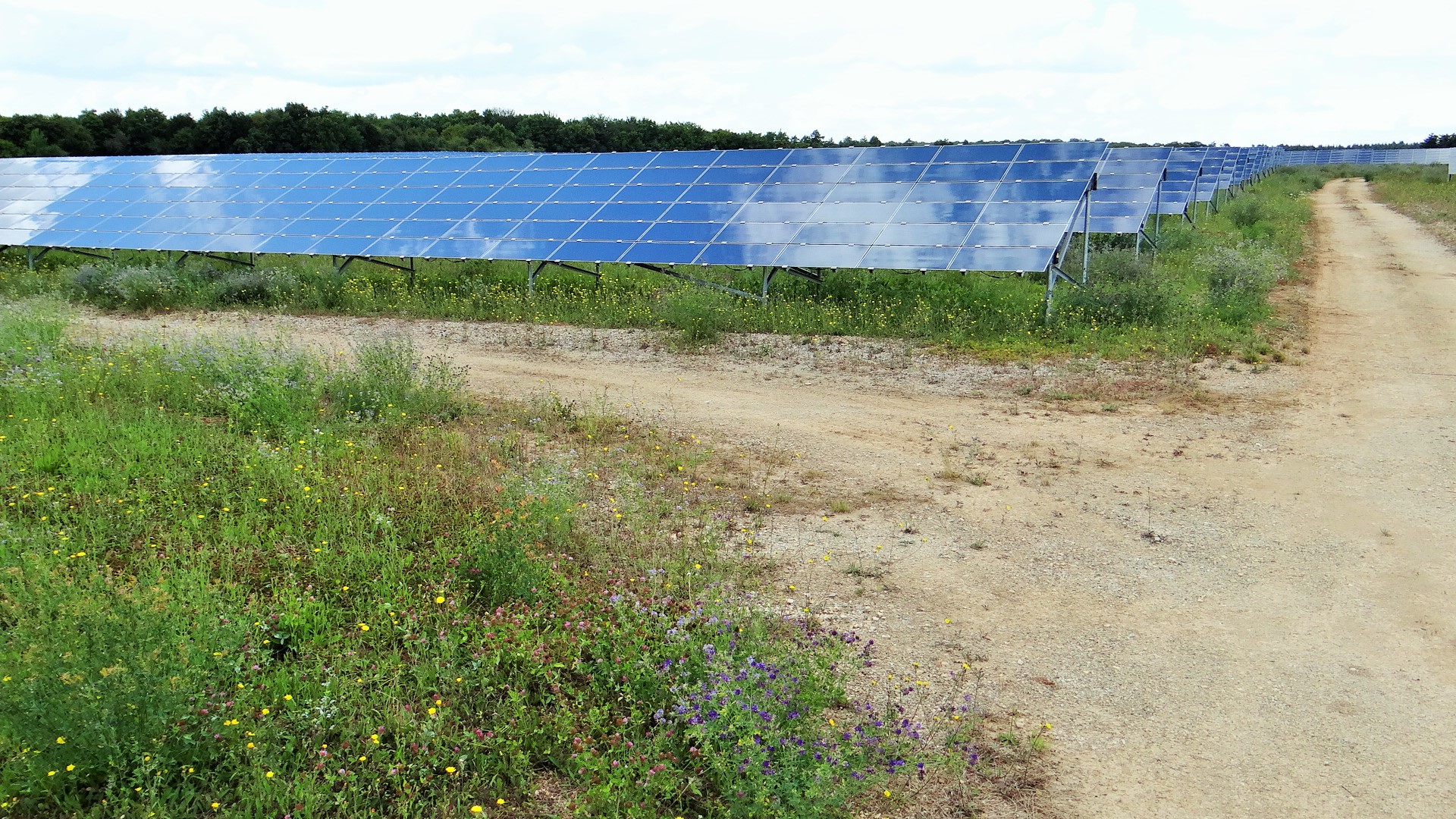
Centrale solaire
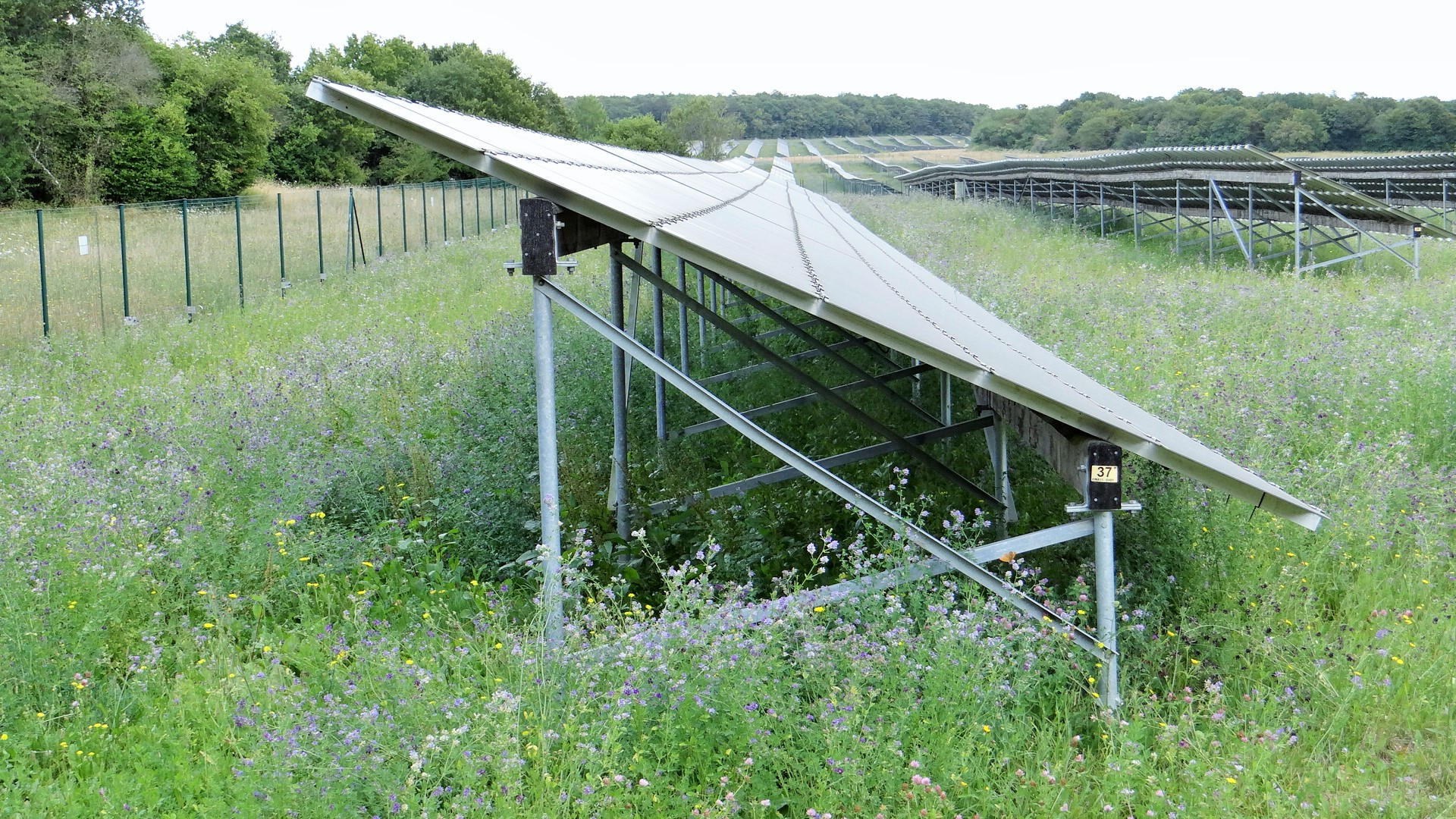
Panneaux solaires

## Lieux et monuments
- Vestiges préhistoriques et antiques : tumulus du Tertre (MH), sur un éperon rocheux, à Tormancy. Une première fouille fut organisée par le baron d'Avout en 1896, une épée et des bandes de métal ont été mises au jour, puis une seconde fouille en 1930 par Henri Corot qui en fait la description d'une tombe guerrière.
- Occupant préhistorique des « cavernes de Villiers-Tornois ».
- Maisons anciennes portant des inscriptions des XIIIe siècle et XIVe siècles.
- Vieux moulins à Tormancy.
- Château de Ruchièvre (XIVe siècle).
- Maison où le peintre Chaïm Soutine vécut.
- À Tormancy, château de l'Archèvre dont une cave est du XIIIe siècle la bâtisse fut remaniée au XVIIe siècle par la famille Quesse de Valcour, des seigneurs de Tormancy et coseigneurs d'Annoux. La tour des escaliers qui desservait les étages fut retirée, les deux corps de bâtiments ne font plus qu'un couvert d'un toit à 4 pans. Pendant les querelles qui opposaient la Princesse Nassaux aux villageois le Seigneur Jean-Antoine de Valcour protégeait ses sujets, il fut aimé d'eux et ne souffrit de la révolution, considéré lui aussi pauvre. Par mariage avec Jean-Antoine Quesse de Valcour dernier de sa lignée et très âgé, Françoise Pauline Davout (nièce du maréchal Louis-Nicolas Davout) jeune épouse et rapidement veuve (1813) hérita du domaine. En secondes noces Françoise Pauline épousa Maurice Ledeux ; de cette union naîtra Odile, durant sa grossesse, son frère Jean demeura auprès d'elle à l'Archèvre. Odile Ledeux n'ayant pas de descendance, lelle aissa à sa mort en 1881 le château au baron Auguste d'Avout. Les jardins sont en terrasses.
- Église Saint-Symphorien de Massangis, citation de l'église en 1188 dans la liste des églises dépendantes de l'abbaye Saint-Germain d'Auxerre. Datant du XIIIe siècle, restaurée au XVIe siècle, petit portail ogival flamboyant, clocher et contreforts du XIIIe siècle, nef et collatéral voûtés en pierre, nervures ogivales, baies géminées, abside à trois pans voûtée sur liernes et formerets ; piscine de style ogival flamboyant. Au XVIIe siècle La chapelle sud actuellement consacrée au sacré cœur de Jésus était la chapelle de la famille Legrand de Tormancy il y était accroché le tableau du martyre de saint Symphorien actuellement au-dessus de la porte d'entrée. Achat du presbytère par la commune en 1825, deux cloches sont édifiées en 1829. la plus grosse Marie-Louise d'environ 1T3 et sa sœur Marie-Caroline d'environ 880 kg , puis achat d'une horloge, d'un harmonium et de vases sacrés en 1830. le pavage et les bancs furent taillés et installés en 1841.             [réf. nécessaire].

En 1858, la cloche Marie-Caroline est cassée et refondue en 1861 en Odile-Augustine de 880 kg.
En 1865, les autels furent retaillés, la voûte baissée, le devant de l'église rabaissé, et refait le devant du presbytère. En 1875, une troisième cloche est installée dans le clocher Jeanne-Marie-Angelique. En 1881 une plaque fut scellée dans la chapelle sud en remerciement à Odile Ledeux Davout. bienfaitrice de l'église.
Aujourd'hui, trois vitraux subsistent du XVIe siècle, un vitrail de Dieu le père et deux d'anges tenant des objets de la passion. Du XVIIe siècle date un vitrail de Christ en Croix avec ajout d'étoile en 1878. Tous les vitraux datent de 1878. Situés dans le chœur, ils représentent le baptême, le jugement et le supplice de saint Symphorien. Au sud, un vitrail représente la Vierge Marie remettant le scapulaire à saint Simon Stock, au nord un vitrail du Sacré Cœur de Jésus avec sainte Marguerite-Marie Alacoque et un second vitrail avec Adam et Eve après la faute face à Dieu[réf. nécessaire].
- Église Saint-Jean-l'Évangéliste à Civry, de style gothique XVIe : nef unique voûtée, porte et porche romans (MH), de plan carré à galerie d'arcades plein cintre, tour carrée fin XVe siècle ; restes de peintures murales XVe siècle/XVIe siècle, piscine flamboyante.
- Nombreuses croix de carrefour
- Musée de la pierre à Massangis : la Maison des Pierreux[22].
- Moulin à vent de Civry, entièrement rénové (fête du moulin chaque premier week-end d'août)

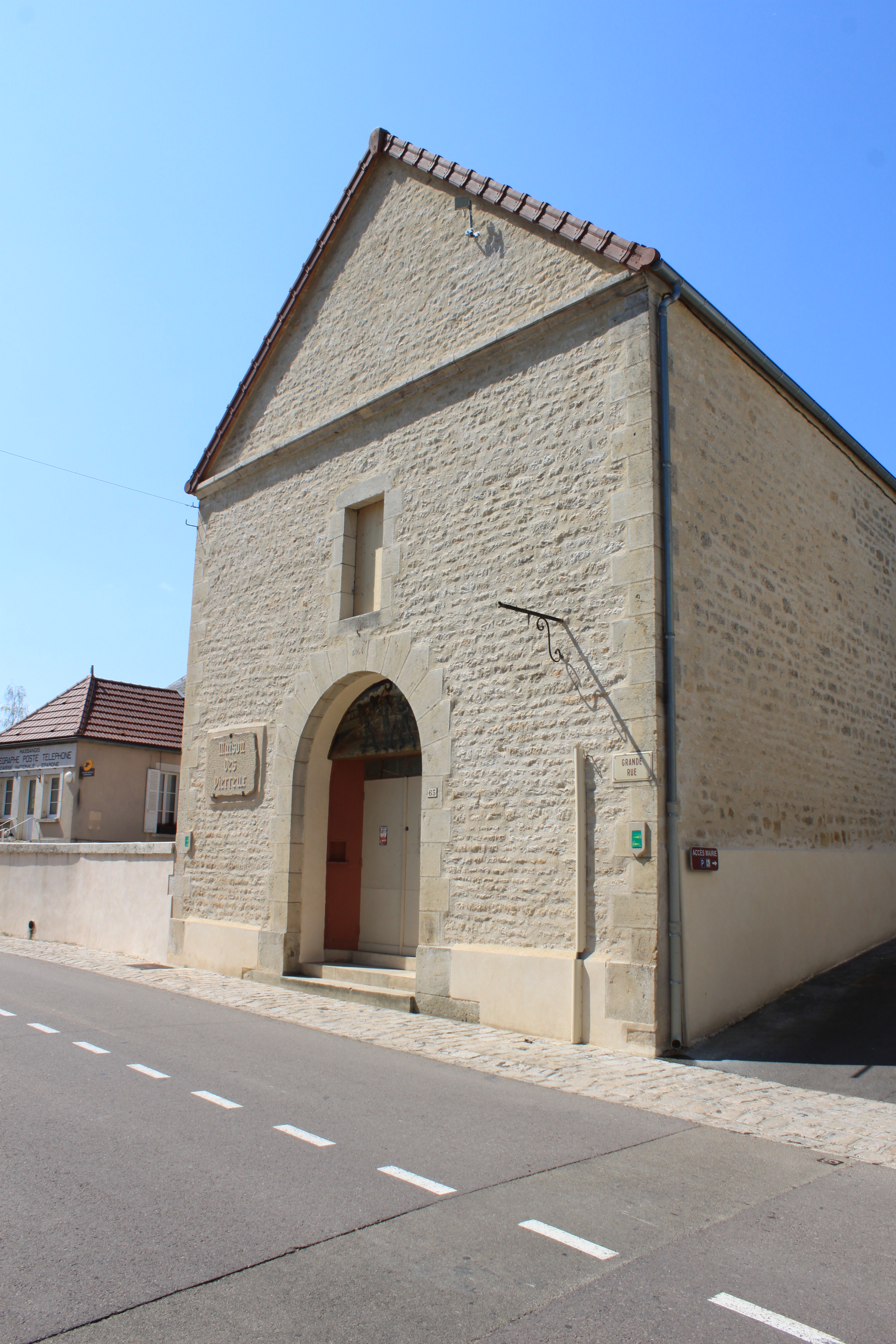
Maison des Pierreux
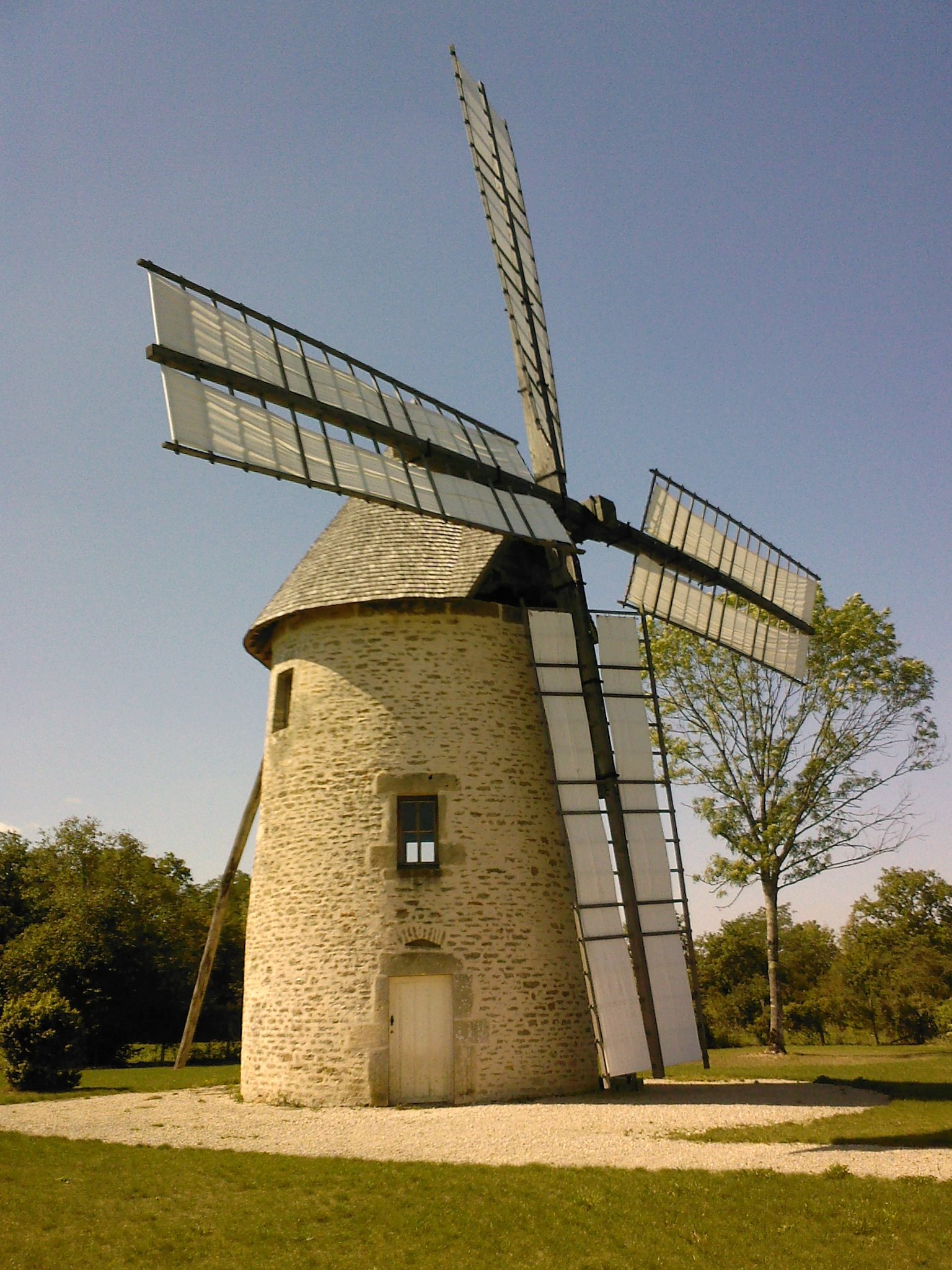
Moulin de Civry

- Gare de Massangis : Le P'tit train de l'Yonne, train touristique et historique sur les traces du Tacot du Serein[23].

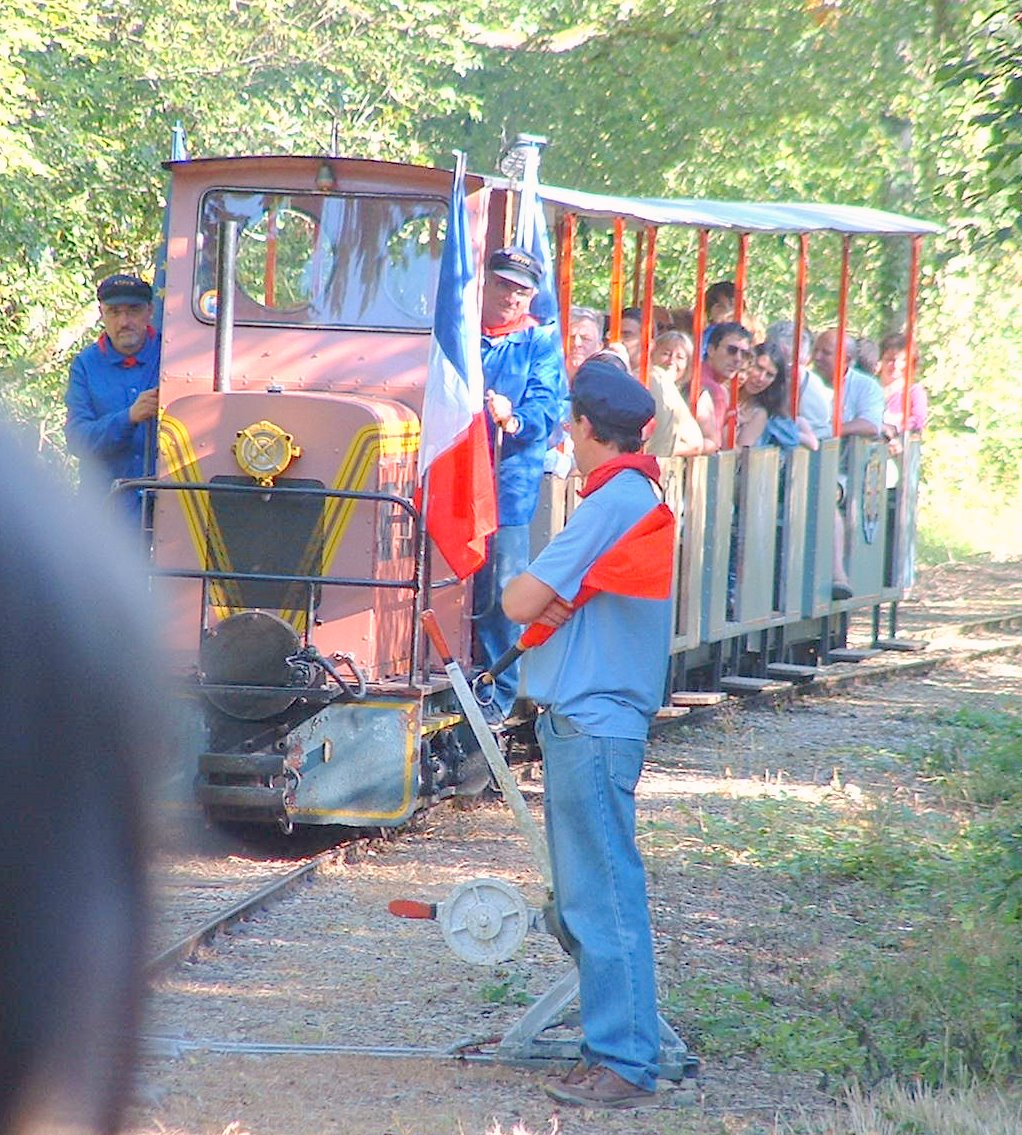
Le P'tit train de l'Yonne

- Statue de Notre Dame de la paix offerte aux habitants par Melle Pagani en 1987 ; cette statue est installée sur les hauteurs de l'autre du côté du Serein (on peut s'y rendre à partir du cimetière par un chemin en terre)

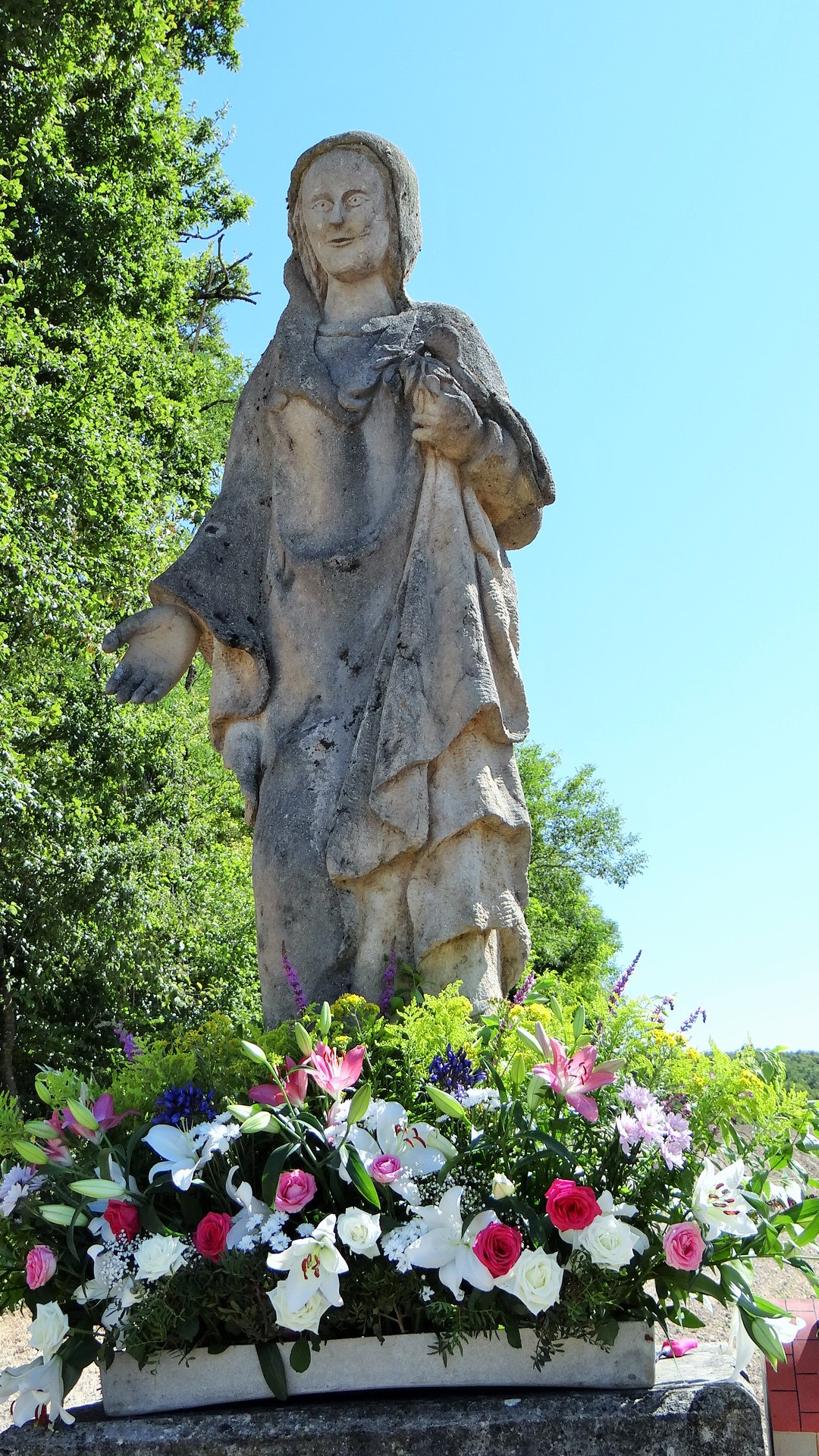
ND de la Paix
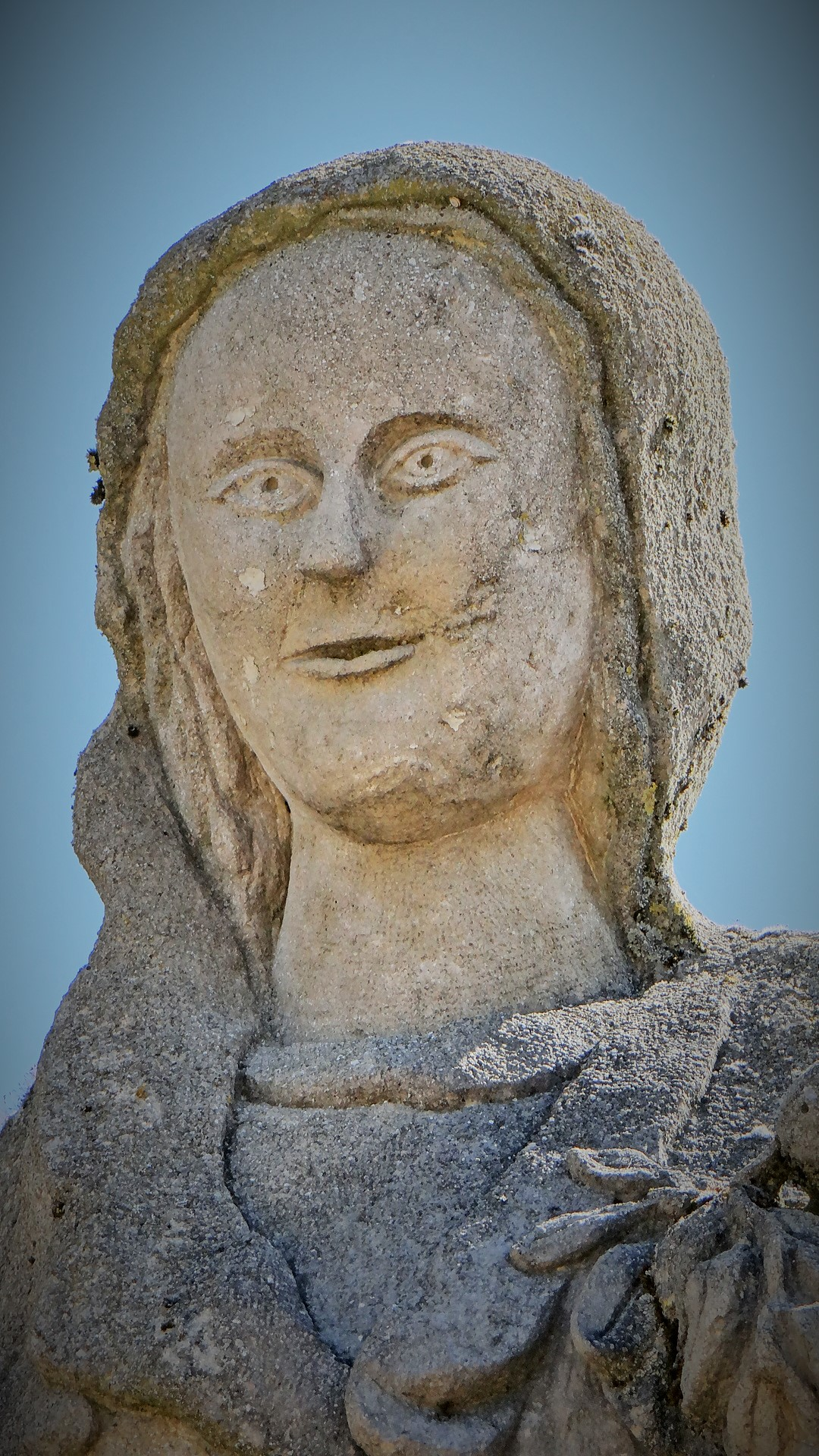
ND de la Paix
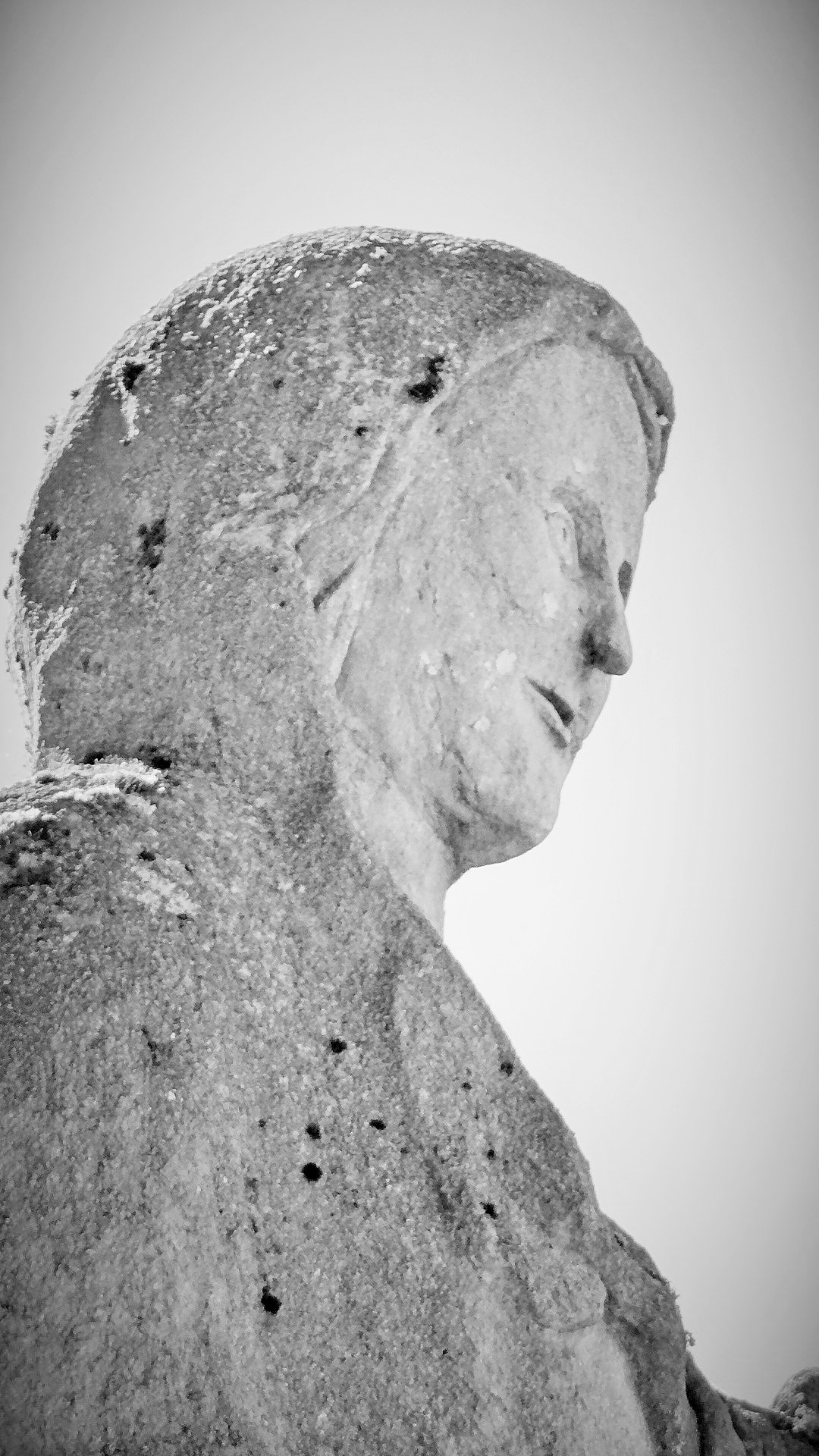
ND de la Paix

- Lavoirs de Civry

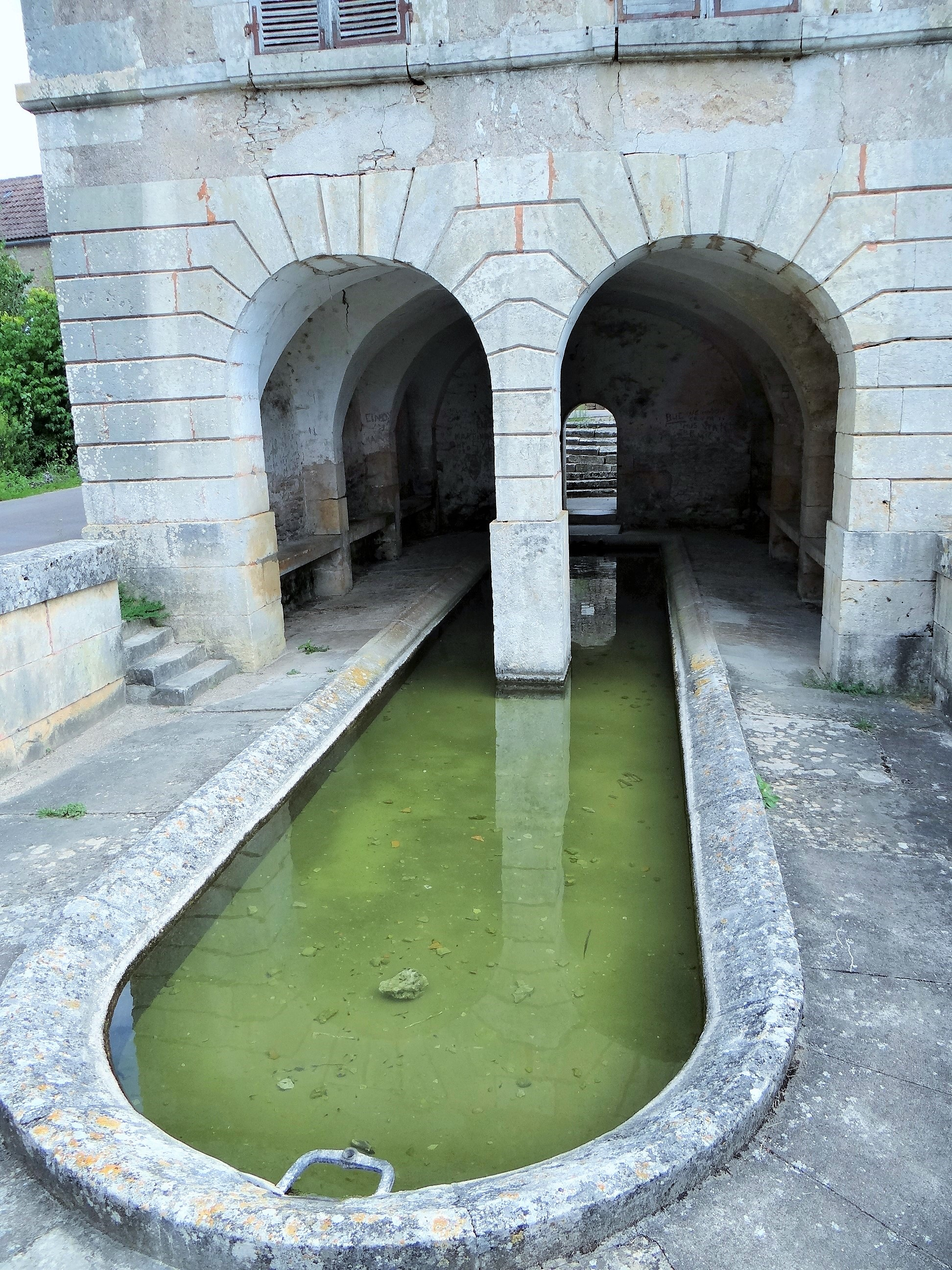
Lavoir de Civry.
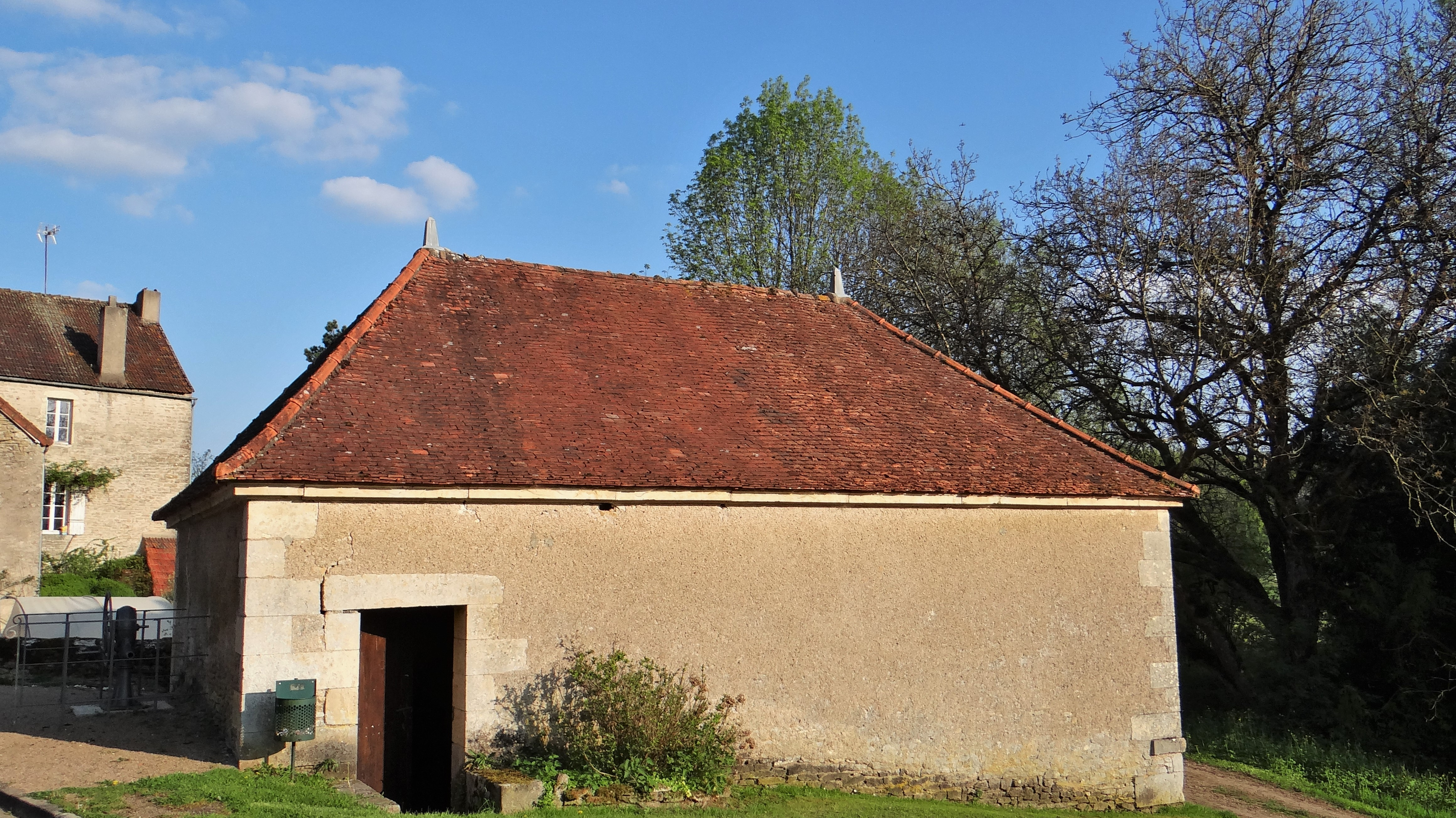
2e Lavoir de Civry.
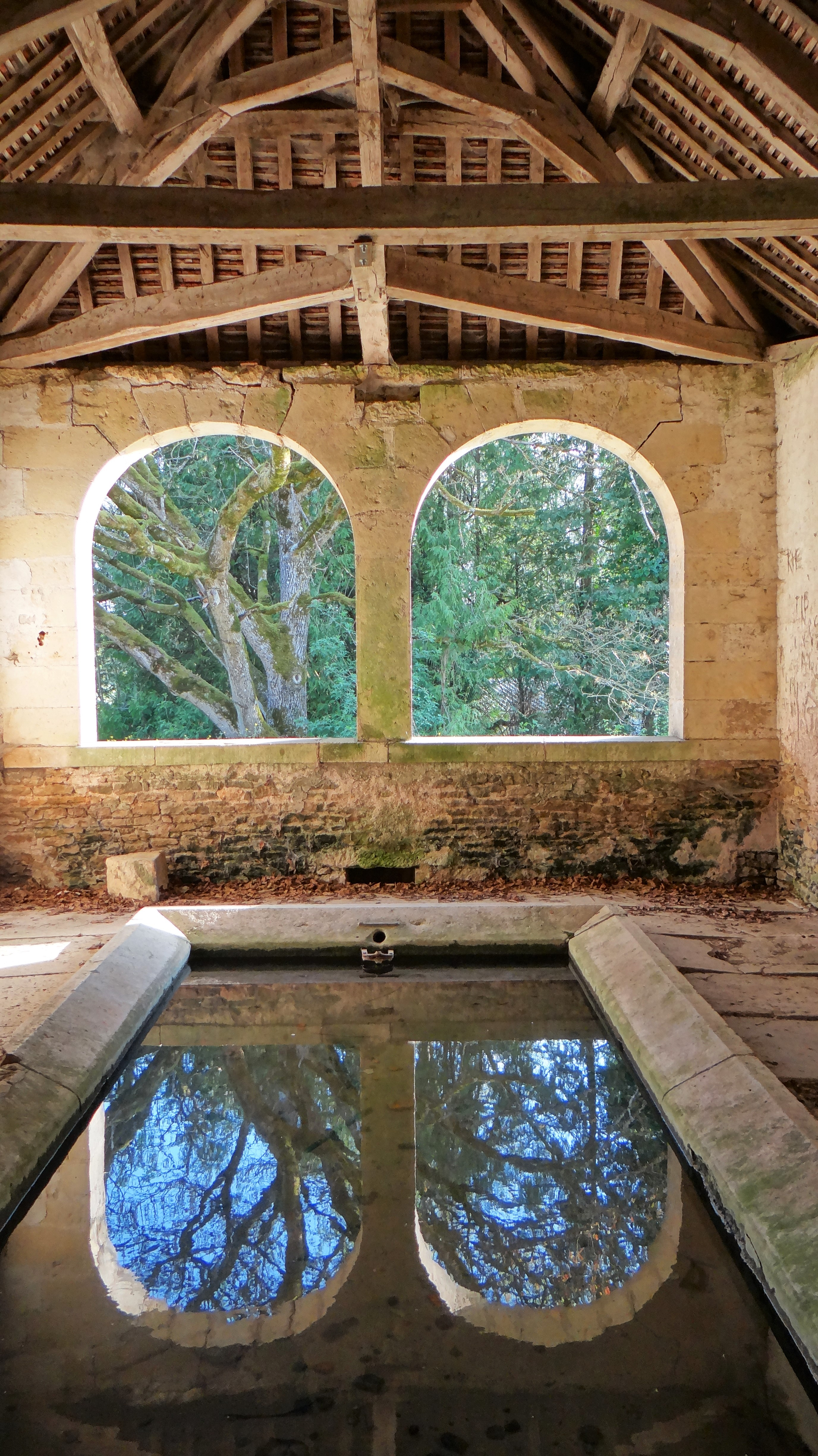
2e Lavoir de Civry.

## Personnalités liées à la commune
- Odette Pagani (1910, 1995), sénateur de l'Yonne et vice-présidente du Conseil général de l'Yonne.
- Le peintre Chaïm Soutine a résidé à Civry pendant la Seconde Guerre mondiale.

## Pour approfondir